# Radosław Majecki
Radosław Majecki (* 16. November 1999 in Starachowice) ist ein polnischer Fußballtorwart, der als Leihspieler der AS Monaco beim französischen Erstligisten Stade Brest unter Vertrag steht. Er ist A-Nationalspieler.

## Karriere

### Verein
Majecki begann mit dem Fußballspielen bei Arka Pawłów und kam über den Umweg KSZO Ostrowiec Świętokrzyski im Jahr 2014 in die Nachwuchsabteilung von Legia Warschau. Im Februar 2016 unterzeichnete er seinen ersten professionellen Vertrag bei den Wojskowi. Ab der Saison 2016/17 stand Majecki für die Reservemannschaft in der dritthöchsten polnischen Spielklasse zwischen den Pfosten. Um Spielpraxis auf höherer Ebene sammeln zu können, lieh in Legia für die gesamte nächste Spielzeit 2017/18 an den Zweitligisten FKS Stal Mielec aus. Dort war er die Nummer eins und verpasste nur zwei der 34 Ligaspiele.
Nach seiner Rückkehr zu Legia war er zu Beginn der Saison 2018/19 der dritte Torwart hinter den erfahrenen Radosław Cierzniak und Arkadiusz Malarz. Unter Cheftrainer Ricardo Sá Pinto stieg er im November 2018 zum Stammtorhüter auf und verlor diesen Platz erst im März 2019 aufgrund einer Rippenverletzung wieder, die ihn für zwei Monate zum Zusehen zwang. Insgesamt bestritt er in dieser Saison 2018/19 14 Ligaspiele. In der folgenden Spielzeit 2019/20 wurde er unter dem neuen Übungsleiter Aleksandar Vuković zum unumstrittenen Stammtorhüter.
Am 29. Januar verpflichtete der französische Erstligist AS Monaco Majecki für eine Ablösesumme in Höhe von sieben Millionen Euro und stattete ihn mit einem Viereinhalbjahresvertrag aus. Die Saison 2019/20 beendete er jedoch bei Legia, da ihn sein neuer Verein direkt wieder dorthin auslieh. Zum 1. Juli 2020 – aufgrund der COVID-19-Pandemie war die Spielzeit zu diesem Zeitpunkt noch nicht beendet – stieß er zu den Monegassen. In der Spielzeit 2019/20 hatte er insgesamt 33 Ligaspiele bestritten.
In den Spielzeiten 2020/21 und 2021/22 bestritt Majecki ein Ligaspiel, acht Pokalspiele und zwei Europapokal-Spiele für Monaco. Mitte Juli 2022 wurde er vor Beginn der französischen Saison 2022/23 für diese Saison an den belgischen Erstdivisionär und Partnerverein Cercle Brügge ausgeliehen. Majecki bestritt 34 von 40 möglichen Ligaspielen für Brügge.
Seit der Saison 2023/24 steht er wieder im Kader von Monaco. In der Saison 2025/26 wurde Majecki für ein Jahr innerhalb der Liga an Stade Brest ausgeliehen.

### Nationalmannschaft
Radosław Majecki war für diverse polnische Juniorennationalmannschaften im Einsatz. Im Oktober 2021 debütierte er für die A-Nationalmannschaft.

## Erfolge
- Polnischer Meister: 2016/17